# Praia de Santo Antônio (Mata de São João)
A Praia de Santo Antônio é uma praia semi-deserta no Litoral Norte da Bahia, mais precisamente em Diogo, distrito do município de Mata de São João, há 75km do Aeroporto de Salvador, fica entre as praias de Imbassai e o complexo turístico-hoteleiro da Costa do Sauipe. A Praia de Santo Antônio é um local pacato e bem rústico e ainda pouco explorado turisticamente, a praia é paradisíaca e tem uma parte com ondas mais fortes, o que atrai alguns surfistas e uma outra parte onde se formam piscinas naturais por conta dos arrecifes. A areia da praia é branca e muito limpa, consequência de ser ainda pouco frequentada, o local ainda pouco desenvolvido oferece pouca estrutura e existem poucas barracas de praia feitas com palha de coqueiros, que atendem os poucos turistas que visitam o praia, o maior movimento da praia acontece aos finais de semana, porem raramente o local fica lotado, e o público que a visita são de pessoas que buscam um local calmo para relaxar e se conectar com a natureza. 

## Vila de Santo Antônio
O Acesso a praia de Santo Antônio é feito por uma estrada de chão, em boas condições, no km 75 da estrada do coco, e  é possível chegar de carro até a pacata Vila de Santo Antônio, onde deve-se estacionar o veiculo  e seguir caminhando até a praia, em dias mais movimentados será necessário estacionar em um estacionamento improvisado e pagar o valor de R$ 10,00. O vilarejo é formado por algumas poucas casas simples e os nativos produzem peças de artesanato feitos com palhas de coqueiro para vender aos turistas. Há poucos restaurantes, apenas 2 na vila , que servem refeições a base de frutos do mar, em especial Lagostas. Importante saber que na Vila de Santo Antônio não há táxi.

## Diogo
Atualmente há apenas 1 pousada na Vila de Santo Antônio, por isso a maioria dos visitantes  preferem ficar no vilarejo vizinho, a também pacata e simples Vila de Diogo, que tem  pousadas mais estruturadas, e de onde também é possível chegar a praia de Santo Antônio caminhando por uma trilha, passando por uma pequena ponte sob o rio Imbassai, e por dunas de areia fofa até chegar a Praia de Santo Antônio, muitas pessoas fazem "camping", em Diogo, onde a prática de acampar é bem antiga, e recentemente é possível encontrar grupos que acampam na Praia de Santo Antônio também.

## Ver Também
- Diogo
- Imbassai
- Sauipe
- Praia do Forte
- Mata de São João